# Nandus meni
Nandus meni là danh pháp khoa học của một loài cá thuộc họ Cá sặc vện (Nandidae).

## Từ nguyên
Tính từ định danh meni đặt theo một từ trong phương ngữ địa phương vùng Noakhali, 'meni' có nghĩa là đặc điểm im lặng đến mức không nghi ngờ, từ nơi mà các mẫu vật được thu thập.

## Mẫu định danh
Mẫu đinh danh MMSF 2013E1; là cá đực có chiều dài tiêu chuẩn 111,9 mm, được M. Shahadat Hossain thu thập ngày 15 tháng 11 năm 2012 từ vùng đầm lầy nước ngọt ở Begumgonj (tọa độ 22°55′0″B 90°58′0″Đ / 22,91667°B 90,96667°Đ, Noakhali, Bangladesh. Mẫu holotype được lưu giữ tại Bảo tàng thuộc Viện Khoa học Biển và Ngư nghiệp (MMSF) thuộc Đại học Chittagong, Bangladesh.

## Phân bố
Loài này được tìm thấy trong vùng châu thổ sông Meghna ở Noakhali, đông nam Bangladesh. Loài này sống trong hệ sinh thái nước ngọt của Noakhali và phân bố rộng rãi trong các ao, hào rãnh, kênh mương, ruộng lúa ngập nước, đầm lầy, các khu vực ngập úng và sông. Một loài sống dai, có thể sống trong nước hôi hám và sống gần bề mặt nước, với thức ăn là côn trùng, tảo và cá nhỏ. Thời gian sinh sản thay đổi từ tháng 4 đến tháng 9.

## Đặc điểm
Cơ thể ép dẹp, tương đối thuôn dài. Miệng tương đối lớn với tiết diện mõm nhọn. Chiều dài tiêu chuẩn 11 cm, chiều dài tối đa 13,5 cm. Chiều dài đầu 4,5 cm, chiều rộng đầu 1,4 cm, đường kính mắt 0,85 cm, chiều dài mõm 1,34 cm, chiều dài thân 3,4 cm. Vây lưng: tia gai 13, tia mềm 11-13. Vây ngực: tia mềm 9-11, màu vàng-cam. Vây bụng: tia gai 1, tia mềm 7-13. Vây hậu môn: tia gai 3, tia mềm 7-18. Vây đuôi: tia mềm 13-15. Vảy trên đường bên: 53. Phần bụng của cơ thể lõm. Mang hình chữ V. Màu thân: Ánh xanh lục, với phần bụng sáng màu hơn. Có đốm sẫm màu tên cuống đuôi.